# Rybczewice Drugie
Rybczewice Drugie (także Rybczewice) – wieś w Polsce położona w województwie lubelskim, w powiecie świdnickim, w gminie Rybczewice. Leży przy drodze wojewódzkiej nr 837.
Miejscowość jest sołectwem, siedzibą gminy Rybczewice.
W latach 1975–1998 miejscowość administracyjnie należała do ówczesnego województwa lubelskiego.

## Części wsi
| SIMC    | Nazwa | Rodzaj      |
| ------- | ----- | ----------- |
| 0390350 | Pasów | kolonia wsi |

W miejscowości działa klub sportowy „Victoria” Rybczewice (sekcja piłka nożna). We wsi zanajduje się cmentarz wojenny z I wojny światowej.

## Historia
Rybczewice (dziś Rybczewice Pierwsze i Rybczewice Drugie) występują w źródłach z XVI wieku jako „Ripczowice”. Według registru poborowego powiatu lubelskiego z roku 1531 w Rybczewicach (par. Częstoborowice) część Czepelowskiej wynosiła 1 ½ łana, część Kleczewskiego 1 ½ łana, 1 młyn, część Piotra Ripczowskiego ½ łana. (Pawiński, Małop., 335, 363). W wieku XIX Rybczewice stanowiły: wieś, folwark i dobra tej nazwy w powiecie krasnostawskim, gminie Rybczewice, parafii Częstoborowice. Według spisu miast, wsi, osad Królestwa Polskiego z 1827 roku było 50 domów i 410 mieszkańców. W 1887 r. dobra Rybczewice składały się z folwarków Rybczewice Passów i Karczów – posiadały rozległość 1870 mórg.

## Ludzie związani z Rybczewicami Drugimi

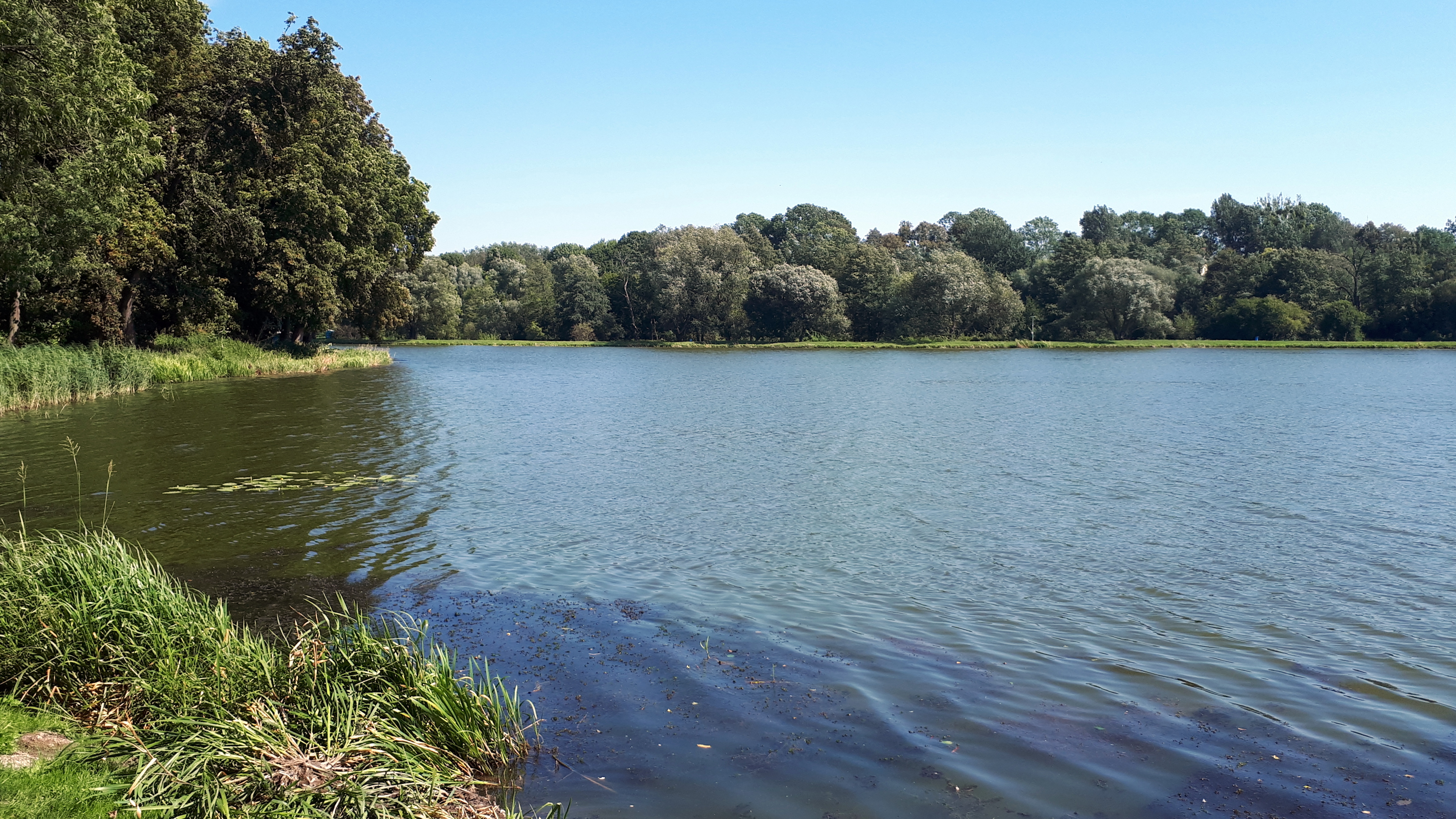
Zalew Retencyjny w Rybczewicach